# Wesmaelius longifrons
Wesmaelius longifrons är en insektsart som först beskrevs av Walker 1853.  Wesmaelius longifrons ingår i släktet Wesmaelius och familjen florsländor. Inga underarter finns listade i Catalogue of Life.